# Ушата хутија
Ушата хутија (Mesocapromys auritus) је врста глодара из породице хутија (лат. Capromyidae). 

## Распрострањење
Куба је једино познато природно станиште врсте.

## Станиште
Врста Mesocapromys auritus има станиште на копну.

## Угроженост
Ова врста се сматра угроженом.

### Популациони тренд
Популација ове врсте је стабилна, судећи по доступним подацима.